# Haiku Inc.
Haiku, Inc. es la principal organización sin fines de lucro fundada en 2003 con el propósito de apoyar el desarrollo de Haiku. Lo hace a través de tres tareas principales:
Titular de Derecho de Autor - Los derechos de autor de los proyectos de código fuente escrito para el Haiku es frecuentemente atribuida al Haiku, Inc., aunque los autores podrán optar entre mantener sus derechos de autor a la fuente de código que escriben.
Propietario de Marcas - El logotipo y el nombre de Haiku son propiedad de Haiku, Inc. y tiene la tarea de hacer cumplir los proyectos de marcas comerciales de la política.
Gerente de Fondos - Haiku, Inc. administra los fondos donados al proyecto. El uso más importante es el pago de los gastos ordinarios de su presencia web, pero los fondos adicionales se utilizan para apoyar a las personas que representan a los proyectos en conferencias y ferias comerciales, o para ayudar a financiar desarrollador de codificación sprints y eventos similares.
Un grupo de colaboradores de confianza a largo plazo es actualmente la gestión de las tareas antes de Haiku, Inc. Cualquier persona puede formar parte de este grupo por el mantenimiento de contribuciones de ayuda en este ámbito. Con excepción de lo necesario para gestionar las tareas antes mencionadas, Haiku, Inc. no tiene ningún poder de decisión dentro del proyecto Haiku en general. Nuevas posibilidades para Haiku, Inc. para ayudar a desarrollar el proyecto Haiku puede ser discutido abiertamente en cualquier momento.

## Visión general corporativa
Año de creación: 2003
Ubicación registrados: Nueva York, EE. UU.
Número de miembros de la junta: 5
Consejo de Administración: G. Bruno Albuquerque, Axel Dörfler, Leavengood Ryan, Madia Mateo, McCullough Urias
Presidente: Axel Dörfler
Vicepresidente: G. Bruno Albuquerque
Tesorero: Leavengood Ryan
NIF (EIN): 20-0105056
Informes financieros: 2004 | 2005 | 2006 | 2007 | 2008
990-N presentaciones: 2009
- Datos: Q5891315